# Asian Le Mans Series 2013
Asian Le Mans Series 2013 är den andra säsongen av långdistansserien för sportvagnar och GT-bilar, Asian Le Mans Series. Säsongen omfattar fyra deltävlingar. Det var den första organiserade säsongen sedan 2009.

## Tävlingskalender
| Datum        | Tävling          | Segrare LMP2 - Team                           | Segrare LMGTE - Team                         | Segrare GTC - Team                          |
| Datum        | Tävling          | Segrare LMP2 - Förare                         | Segrare LMGTE - Förare                       | Segrare GTC - Förare                        |
| ------------ | ---------------- | --------------------------------------------- | -------------------------------------------- | ------------------------------------------- |
| 4 augusti    | Inje 3-timmars   | KCMG                                          | Team Taisan Ken Endless                      | AF Corse                                    |
| 4 augusti    | Inje 3-timmars   | Akash Nandy Gary Thompson James Winslow       | Kamui Kobayashi Naoki Yokomizo               | Andrea Bertolini Michele Rugolo Steve Wyatt |
| 22 september | Fuji 3-timmars   | KCMG                                          | Team Taisan Ken Endless                      | Craft Racing                                |
| 22 september | Fuji 3-timmars   | Richard Bradley Hiroshi Koizumi James Winslow | Akira Iida Shogo Mitsuyama Shinji Nakano     | Richard Lyons Frank Yu                      |
| 13 oktober   | Zhuhai 3-timmars | OAK Racing                                    | Team Taisan Ken Endless                      | AF Corse                                    |
| 13 oktober   | Zhuhai 3-timmars | David Cheng Ho-Pin Tung Shaun Thong           | Shogo Mitsuyama Shinji Nakano Naoki Yokomizo | Andrea Bertolini Michele Rugolo Steve Wyatt |
| 8 december   | Sentul 3-timmars | OAK Racing                                    | Team Taisan Ken Endless                      | Clearwater Racing                           |
| 8 december   | Sentul 3-timmars | David Cheng Ho-Pin Tung                       | Akira Iida Shogo Mitsuyama Naoki Yokomizo    | Weng Sun Mok Toni Vilander                  |

## Slutställning
| Klass | Förare                                      | Team                    | Bil             | Motor   |
| ----- | ------------------------------------------- | ----------------------- | --------------- | ------- |
| LMP2  | David Cheng                                 | OAK Racing              | Morgan LMP2     | Judd    |
| LMGTE | Akira Iida Shogo Mitsuyama Naoki Yokomizo   | Team Taisan Ken Endless | Ferrari 458 GT2 | Ferrari |
| GTC   | Andrea Bertolini Michele Rugolo Steve Wyatt | AF Corse                | Ferrari 458 GT3 | Ferrari |